# 大沢衛
大沢 衛（おおさわ まもる、1904年1月18日 - 1980年4月13日）は、日本の英文学者、翻訳家。金沢大学名誉教授。

## 略歴
石川県出身。1927年東京帝国大学文学部英文科卒。第四高等学校教授、戦後金沢大学教授、1969年定年、金沢美術工芸大学長。1975年退職。
日本ハーディ協会会長。

## 著書
- 『日本文化と英文学』（協和書院） 1937
- 『ハーディ文学の研究』（研究社出版） 1949
- 『英米紀行』（北国出版社） 1969
- 『すいかづら 詩集』（大沢寿美子） 1981

### 共編著
- 『グリーニングズ・オヴ・ヴェァリアス・ライターズ』（小川芳男共編、開隆堂書店） 1937.4
- 『イースト・アンド・ウエスト ア・シムポシウム』（三省堂） 1942
- 『ハーディ研究』（英宝社、現代英米作家研究叢書） 1956
- 『トマス・ウルフ』（研究社出版、20世紀英米文学案内6） 1966
- 『二十世紀小説の先駆者トマス・ハーディ 日本ハーディ協会二十周年記念論文集』（吉川道夫, 藤田繁共編、篠崎書林） 1975
- 『青雲の時代史 芥舟録 - 一明治人の私記』（大沢由也、文一総合出版） 1978.4

## 翻訳
- 『蜥蜴の家 南海の或る河辺の物語』（ジョセフ・コンラッド、弘文堂書房、世界文庫） 1940
- 『帰郷』上・下（トマス・ハーディ、三笠書房） 1952、のち新潮文庫
- 『天使よ故郷を見よ』上・下（トマス・ウルフ、三笠書房） 1952 - 1954、のち新潮文庫、のち講談社文芸文庫
- 『日蔭者ヂュード』上・中・下（トマス・ハーディ、岩波文庫） 1955 - 1970、のち復刊 1977ほか
- 『チャイニーズ・スクリーン』（サマセット・モーム、新潮社、サマセット・モーム全集23） 1957
- 『ダーバァヴィル家のテス』（ハーディ、筑摩書房、世界文学大系40） 1961
- 『アリシアの日記』（ハーディ、中央公論社、世界の文学53） 1966
- 『勝利』（ジョゼフ・コンラッド、田辺宗一共訳、中央公論社、世界の文学24） 1971

## 参考
- 日本人名大辞典